# 武邑県
武邑県（ぶゆう-けん）は中華人民共和国河北省衡水市に位置する県。

## 歴史
前漢により設置された。南北朝時代の556年（天保7年）に廃止されたが、586年（開皇6年）、隋朝により再設置された。宋代の1063年（嘉祐8年）にも廃止されたが、1077年（熙寧10年）に再設置された。
1958年に廃止となり、管轄区域は衡水県に編入されたが、1962年に再設置され現在に至る。

## 行政区画
- 鎮:武邑鎮、清涼店鎮、審坡鎮、趙橋鎮、韓荘鎮、肖橋頭鎮、竜店鎮
- 郷:圏頭郷、大紫塔郷